# Rosenbusch zu Notzing (Adelsgeschlecht)

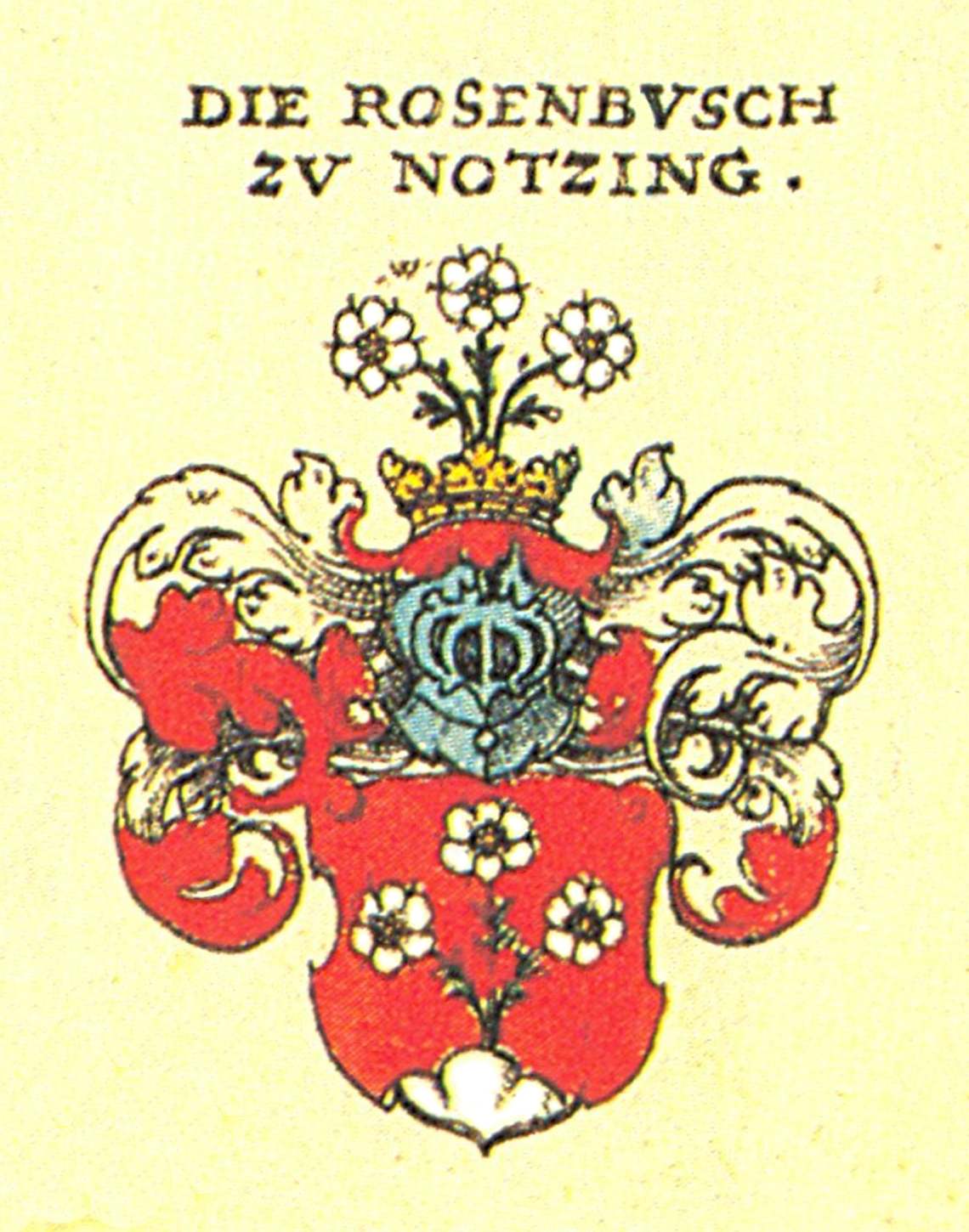
Wappen derer Rosenbusch zu Notzing

Die Rosenbusch zu Notzing waren  ursprünglich ein reiches Münchener Patriziergeschlecht, das im Zuge der Versippung mit anderen Familien des niederen Adels 1537 eine Nobilitierung erreichte. 

## Ursprung
Jacob Rosenbusch wird um 1448 als Wundarzt in München genannt. Sein Enkel Hans ist 1520 Mitglied der inneren Rates der Stadt, sein Bruder Jacob Rosenbusch zu Possenhofen, Lehrer der Rechte, trat 1515 als Schreiber in den Dienst des Herzogs Ludwigs, brachte es bis zum Landschaftskanzler und erhielt 1537 den Adelsbrief. Wolfgang Franz Wilhelm von Rosenbusch erhielt am 29. Januar 1690 zu Augsburg von Kaiser Leopold I. ein Freiherrndiplom.
Es werden noch weitere Angehörige der Familie genannt, ohne dass sie eindeutig zugeordnet werden können: Hans Christoph Rosenbusch war 1548 bis 1556 Pfleger von Wolfratshausen, Johann Martin von Rosenbusch war 1656 bis 1664 Pfleger von Werdenfels. Ein N. von Rosenbusch war 1648 Pfleger von Freising. Die Burg zu Unterschneitbach wurde an Martin Rosenbusch zu Notzing verpfändet und 1720 an den Deutschen Orden verkauft.

## Die Rosenbusch zu Viehhausen

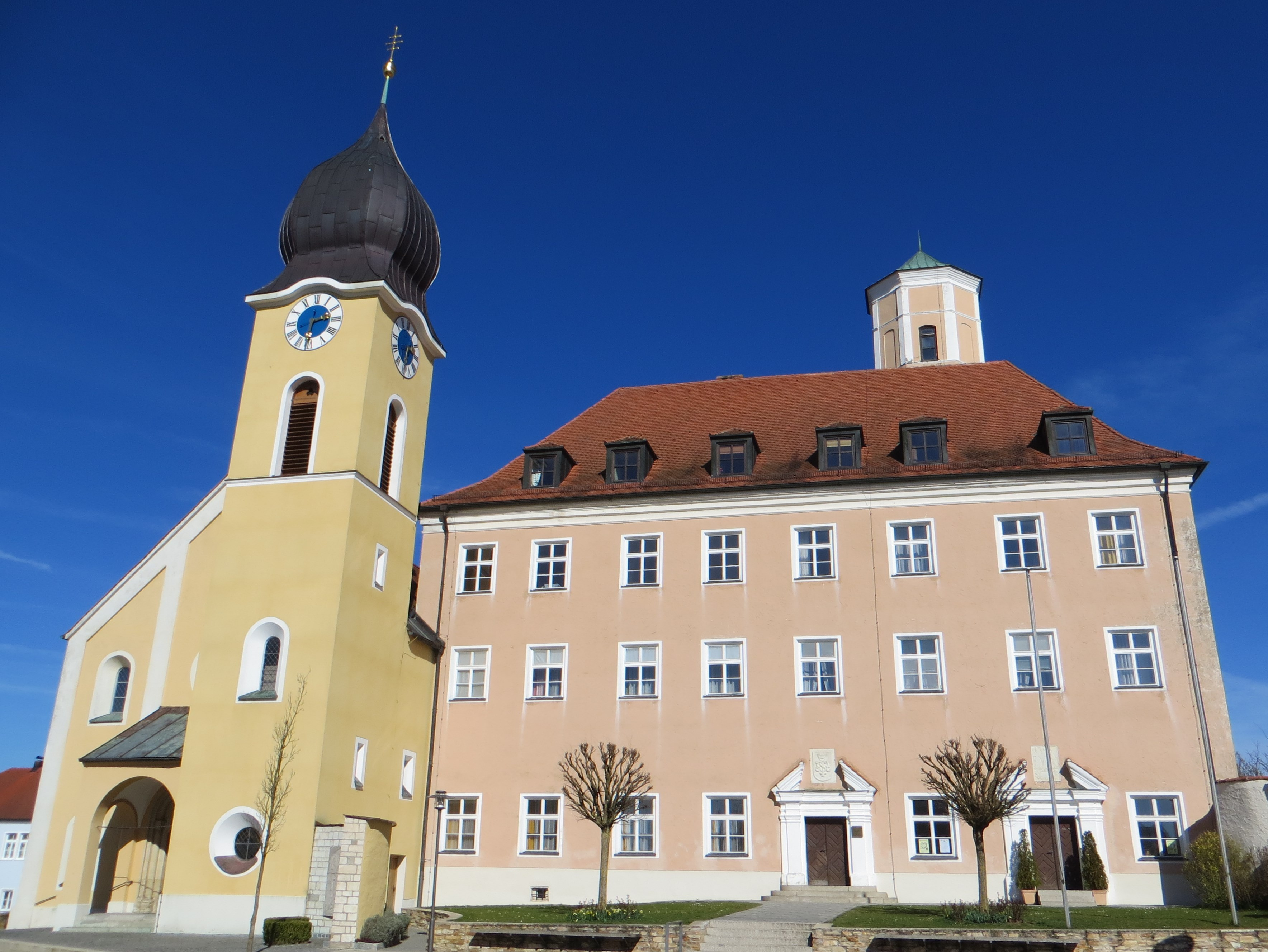
Schloss Oberviehhausen

1564 heiratete Anna Katharina, die Tochter des Leonhard Sauerzapf († 1600) und der Catharina von Puchheim († 1594), den Johann Jakob Rosenbusch von Notzing, damals Pfleger zu Heidau († 1597). Nach dessen Tod ging das Erbe an seine Frau Catharina von Rosenbusch († 1605) und deren Söhne Johann Martin und Hans Leonhard zu Notzing, Ober- und Niederviehhausen über. Hans Leonhard († 1631) war bischöflicher Rat zu Regensburg und verheiratet mit Maria Jacobe, geborene von Schellenberg und Khislekh (Kißlegg).
Deren Sohn Wolfgang Wilhelm (* 1608; † 21. Oktober 1671) heiratete 1650 Juliane Margaretha († 11. März 1690), geborene Böcklin. 1654 wird Wolf Wilhelm als Herr auf Ober- und Niederviehhausen, Eichhofen und Schierling genannt. Er war Kämmerer des Churfürsten von Köln und Assessor des Landgerichts Hirschberg. Dieses Ehepaar hatte sechs Kinder.
Deren ältester Sohn Franz Wilhelm (* 1653, † 6. Oktober 1736) wurde 1689 in den erblichen Reichsfreiherrenstand erhoben. Er war Kämmerer des Kurfürsten von Bayern und ließ das Schloss Viehhausen mit Hofgebäude, Stadel und Stallungen  neu aufbauen und bewohnte auch das Schloss selbst. Er war verheiratet mit Franziska Johanna Adelheit, geborene Muggenthal zu Meyern, genannt Flügelsberg. Das Ehepaar hatte zehn Kinder.
Deren einziger nicht dem Priesterstand angehörender Sohn war Franz Peter (* 1700, † 1768, ultimus familiae), ebenfalls Kämmerer, geheimer Rat Revisionsrats-Direktor und „löblicher Landschaftsverordneter und Rechnungsaufnehmer zu München“. Er nannte sich auch von Eichhofen und Sinzing bzw. Herr von Taufkirchen. Verheiratet war er mit Maria Juliane, geborene Stingelheim.

## Wappen der Rosenbusch

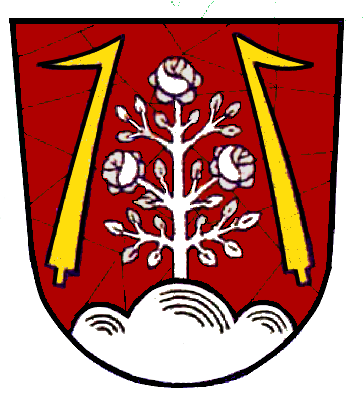
Wappen von Viehhausen (Variante des Rosenbusch-Wappens)

Das redende Stammwappen zeigt in Rot einen silbernen Rosenbusch, bestehend aus drei Rosenblüten an ihren Stängeln, auf einem silbernen Dreiberg. Auf dem Helm mit rot-silbernen Decken der silberne Rosenbusch.
Eine Variante zeigt in Rot auf einem silbernen Dreiberg einen silbernen Rosenstrauch mit drei Rosen, beiderseits von je einem schrägen, zugewendeten goldenen Zainhaken begleitet. Das Wappen setzt sich aus dem Wappen der Herren von Saurzapf (Hammerherren und Zainhaken) und dem der Freiherren von Rosenbusch zusammen.

## Stammliste
1. NN[3]
  1. Hans Jakob Rosenbusch († 1597) von Notzing, ⚭ Anna  Katharina, Tochter des Leonhard Saurzapf
    1. Johann Martin Rosenbusch
    2. Hans Leonhard Rosenbusch zu Notzing, ⚭ Maria Jacobe, geborene von Schellenberg und Khislekh (Kißlegg)
      1. Wolfgang Wilhelm (* 1608; † 21. Oktober 1671), ⚭ 1650 Juliane Margaretha († 11. März 1690), geborene Böcklin
        1. Franziska Johanna (1654, † 21. April 1671)
        2. Franziska Renata (* 1655)
        3. Franz Heinrich (* 1656)
        4. Franz Ignarius (* 1657)
        5. Franz Ferdinand (* 1658)
        6. Franz Wilhelm (* 1653, † 6. Oktober 1736), ⚭ Franziska Johanna Adelheit, geborene Muggenthal zu Meyern, genannt Flügelsberg
          1. Maria Julia Franziska (* 1689)
          2. Franz Josef Konrad Ignaz (* 1691), Theologiestudent in Innsbruck
          3. Maria Anna Dorothea Franziska (* 1693), 1700 Stiftsfräulein im Stift Niedermünster zu Regensburg
          4. Franz Adam Ferdinand Anton (* 1694, † 1743), Stadtpfarrer und Kirchherr zu Burghausen
          5. Johann Franz Wilhelm (* 1695), Priester und Domdechant zu Regensburg
          6. Maria Barbara Franziska (* 22. März 1669)
          7. Maria Barbara (* 1697, † 16. Dezember 1758)
          8. Maria Adelheid Franziska (* 1699)
          9. Franz Adalbert Wilhelm Ramwold (* 1702, † 1741), Churbayerischer Kammerherr und Revisionsrat, Thumdechant zu Regensburg
          10. Peter Franz Wilhelm (* 1698, † 1768, ultimus familiae), ⚭ Maria Juliane, geborene Stingelheim
            1. Maria Theresia Rosenbusch, verh. von Stingelheim (* 14. Februar 1714, † 25. Januar 1764)